# Borota
Borota község Bács-Kiskun vármegye Jánoshalmai járásában.

## Fekvése
A község Bács-Kiskun vármegye déli felén helyezkedik el Bajától 26 kilométerre keletre, Kiskunhalastól 30 kilométerre délnyugatra. A kiskunsági homokhátság és a bácskai löszhát találkozásánál, a Hajós–Bajai borvidéken fekszik. Területének 60%-a homokos, 40%-a a jó termőképességű középkötött talaj.
A község 8180 hektár közigazgatási területéből 8034 hektár a külterület, amelyen még ma is a lakosság több mint 10%-a él.
A külterület mintegy 30%-a erdő, 35%-a jó minőségű szántó, a többi rét-legelő, szőlő-gyümölcs, kivett terület.
A szomszédos települések: észak felől Kéleshalom, kelet felől Jánoshalma, dél felől Felsőszentiván, nyugat felől Rém, északnyugat felől pedig Érsekhalma és Hajós.

### Megközelítése
A község közúton Kiskunhalas és Baja térsége felől is az 5412-es úton közelíthető meg, bár a lakott területeit az az út elkerüli: központján csak az 5414-es út vezet keresztül. Az ország távolabbi részei felől a legegyszerűbben az 55-ös főút felől érhető el, csávolyi letéréssel, vagy az 53-as főút felől, Kiskunhalas déli részénél letérve, Jánoshalmán keresztül.
Vasútvonal nem érinti.

## Története
Borota község nevét 1325-ből említik elsőként az ismert források Boroth alakban írva.
A település a kalocsai érsek birtoka volt. A falu a tatárjárás alatt elnéptelenedett.
1325-ben az érsek a régóta néptelen birtokot átadta Becsei Imrének benépesítésre, és egyúttal átengedte Becseinek a jobbágyok feletti ítélkezés jogát is. 1519-ben Boroti Lóránt Pál birtoka volt, majd Balassa László és Fülöp Ábrahám apát szerezte meg. A későbbiekben török összeírások is említik a falut. 1658-ban gróf Wesselényi Ferenc nádor Serényi Pálnak adományozta. 1740-ben herceg Grassalkovich család volt egész Borota ura, ők azonban feldarabolták, illetve eladták a birtokot. 1872-től a 19. század végéig önálló község, majd ismét Rém fennhatósága alá kerül. 1911-től végleg önállóvá válik.

## Idegen elnevezései
Horvátul a településnek két neve létezik. A garaiak Gospodska Pustara, a felsőszentivániak Velika Pustara vagy Pustara néven nevezték.

## Közélete

### Polgármesterei
- 1990–1994: Király István (független)[4]
- 1994–1998: Dr. Geiger Ferenc (független)[5]
- 1998–2002: Dr. Geiger Ferenc (független)[6]
- 2002–2006: Dr. Geiger Ferenc (független)[7]
- 2006–2010: Mikó Ferencné (független)[8]
- 2010–2014: Mikó Ferencné (független)[9]
- 2014–2019: Mikó Ferencné (független)[10]
- 2019–2024: Kissné Tóth Renáta (független)[11]
- 2024– : Tóth Renáta (független)[1]

## Lakosság
- 1910-ben 2760 fő
- 1930-ban 3738 fő
- 1948-ban 4049 fő (ennek közel kétharmada külterületen élt)
- 1965-ben 2500 fő
- 1990-ben 1780 fő
- 2000. január 1-jén 1677 fő

A lakosság 100%-a magyar. A fő vallás a római katolikus.
A település népességének változása:
| Lakosok száma | 1432 | 1390 | 1309 | 1257 | 1122 | 1112 | 1102 |
|               | 2013 | 2014 | 2018 | 2021 | 2022 | 2023 | 2024 |

A 2011-es népszámlálás során a lakosok 82,7%-a magyarnak, 0,4% cigánynak, 1,2% németnek, 0,4% románnak mondta magát (17,2% nem nyilatkozott; a kettős identitások miatt a végösszeg nagyobb lehet 100%-nál). A vallási megoszlás a következő volt: római katolikus 62%, református 1,1%, evangélikus 0,1%, felekezeten kívüli 6,4% (28,7% nem nyilatkozott).
2022-ben a lakosság 92,3%-a vallotta magát magyarnak, 1,5% németnek, 0,6% románnak, 0,2% horvátnak, 0,1% görögnek, szerbnek és ukránnak, 0,9% egyéb, nem hazai nemzetiségűnek (7,3% nem nyilatkozott; a kettős identitások miatt a végösszeg nagyobb lehet 100%-nál). Vallásuk szerint 47,3% volt római katolikus, 1,3% református, 0,2% görög katolikus, 1,5% egyéb keresztény, 2,3% egyéb katolikus, 10,3% felekezeten kívüli (36,9% nem válaszolt).

## Infrastruktúra
Minden utcában be van vezetve a víz, a gáz, a villany, a telefon és a kábeltévé-hálózat. Minden utca szilárd burkolatú, és mindegyiknek legalább az egyik oldalán ki van építve a járda is.

## Turizmus, szállás
A Hajós-Bajai borvidék egyik közkedvelt úti céljává vált a Borota külterületén elhelyezkedő Koch Borászat és Panzió. A létesítményben 8 szobában 24 fő magas minőségű szállását tudják biztosítani. Látványosság a régi hordókészítő mesterség bemutatására létrehozott Kádár Múzeum és az autentikusan berendezett kádárlakás. Wellness szolgáltatás a jakuzzi, a szauna, és a kültéri medence. Ingyenes Wifi használat mellett ingyenes őrzött parkolási lehetőséggel és a borászat borainak pince-áron történő megvásárlási lehetőségével várják vendégeiket.

## Oktatás
A községnek két oktatási-nevelési intézménye van, a hetvenöt fős napközi otthonos óvoda és a kétszáz fős általános iskola.

## Ismert személyek
- Borotán született Anna Margit, festőművész
- Borotán született Faragó "Judy" István, a Scampolo együttes alapító tagja
- Borotán született Goretity József irodalomtörténész, műfordító
- Itt szolgált káplánként 1944–1951 között Müller Antal római katolikus pap, későbbi érseki tanácsos.